# Заїка Микола Андрійович
Микола Андрійович Заї́ка (нар. 23 травня 1938, Лисичанськ — пом. 30 жовтня 1998, Луганськ) — український театральний актор комедійного плану. Заслужений артист УРСР з 1990 року.

## Біографія
Народився 23 травня 1938 року у місті Лисичанську (нині Луганська область, Україна). З 1958 року працював у Луганському російському драматичному театрі; у 1960—1963 роках — у Донецькому обласному російському драматичному театрі у Жданові; з 1964 року — знову у Луганському російському драматичному театрі. 1967 року закінчив Київський інститут театрального мистецтва, де навчався зокрема у Михайла Верхацького.
З 1973 року — актор Чернівецького українського музично-драматичного театру імені Ольги Кобилянської; з 1983 року — актор Херсонського музично-драматичного театру імені Миколи Куліша. Помер в Луганську 30 жовтня 1998 року.

## Ролі
- Гриша («Варвари» Максима Горького);
- Бом («Інтерв'ю в Буенос-Айресі» Генріха Боровика);
- Зябликов («Характери» за Василем Шукшиним);
- Микола («Прибайкальська кадриль» Володимира Гуркіна);
- Василь («Василь Тьоркін» за Олександром Твардовським);
- Едмонд («Крихітка» Жана Летраза).